# Stelio Fenzo
Stelio Fenzo (Venezia, 3 settembre 1932 – Venezia, 8 aprile 2022) è stato un fumettista italiano.

## Biografia
Quando è ancora molto giovane frequenta il gruppo di autori veneziani che gravitavano intorno alla rivista di fumetti L'asso di picche, dove conosce Hugo Pratt, Mario Faustinelli, Alberto Ongaro; realizzò nel 1947 il suo primo fumetto, Indocina, e successivamente lavorò come illustratore per diverse riviste. Nel 1948 pubblica alcuni fumetti sul Giornale illustrato.
Nel 1948 pubblica il suo primo lavoro sulla "Illustrazione del Popolo" (supplemento del quotidiano "Gazzetta del Popolo"), quindi inizia una prolifica collaborazione con il quotidiano "Gazzettino Sera", illustrando i fatti della cronaca quotidiana e alcuni classici della letteratura per ragazzi e il "Don Chisciotte".
Nel 1950 realizzò molti adattamenti a fumetti di film pubblicati sul Vittorioso.
Si trasferì nel 1953 in Gran Bretagna dove iniziò a lavorare per la Fleetway e la Thompson realizzando varie serie a fumetti di vario genere.
Tornato in Italia nel 1962, continuò diverse serie iniziate da Hugo Pratt come Kiwi e Capitan Cormorant che venne poi rinominato Capitan Mok; nel 1968 ideò con la collaborazione dello sceneggiatore Paolo Trivellato una serie erotica per la Ediperiodici, "Jungla", per poi incominciare una lunga collaborazione con la rivista Il Giornalino, per la quale realizzò serie come "I racconti di Saloon" (1972), "Amar Singh" (1973) e "Simba" (1978). Nel 1968 per il mensile sgt. KIRK porta a compimento la storia interrotta da Hugo Pratt: Capitan Cormorant, con il prosieguo della sceneggiatura scritta dalla moglie Loredana D'Este.
Dal 1962 al 1967 alterna la sua professione di illustratore con la realizzazione di cortometraggi cinematografici, ottenendo riconoscimenti anche a livello internazionale. Nel 1965 la casa editrice Mondadori edita "Kiwi" in volume e, nel 1966, anche "Capitan Moko".
Collabora anche con la Edifumetto di Renzo Berbieri.
Nel 1976 per la Editrice GEIS crea e disegna il personaggio di "Koko" (una serie "avventuroso-ecologica" di 10 albi).
Nel 1977 a Bologna riceve assieme a Dino Battaglia e Milo Manara il premio “Nettuno del Giambologna” assegnato dalla A.N.A.F. (Associazione Nazionale Arti Fotografiche).
Nel 1980 le "Edizioni GLENAT" pubblicano in Francia "Capitaine Cormorant" su concessione di "Ivaldi Editore" con il commento del critico Dominique Petitfaux. I due episodi della stessa editrice, erano stati pubblicati nella rivista mensile "CIRCUS".
Negli anni novanta collabora ancora con il Giornalino per il quale realizza serie o volumi a fumetti come “I Due del Sudan”, testi di Mino Milani, “Kim”, “Casa Montesi”, “Tartarughe Ninja”, scritta dal nipote Fabio Fenzo, “L'ultimo dei Mohicani” , “Lord Jim”, “Robin Hood”, “Il Pirata” o “Kitamba”.
Nel 2001, da aprile a dicembre, durante il "Corso di Fumetto e Grafica" tenuto presso la S.M.S. "Giulio Cesare", insegna Metodologia e grafica del fumetto e Tecnica della sceneggiatura. Nel 2003, da mese marzo a ottobre, per il corso di "Esperto Grafico del Fumetto e dell'Illustrazione" sempre presso la stessa sede, dirige il modulo di "Illustrazione e Fumetto e Composizione Creativa". Nel 2001 ha realizzato, da una sceneggiatura, una story-board perla produzione di un film di avventura. Dall'anno 2002, grazie alle passate esperienze di autore di cortometraggi, presso l'associazione "Nicola Saba" ed il C.T.P. di Mestre, conduce, assieme al prof. Gianfranco Peretti, un corso per adulti di "Creatività Filmica" finalizzato ad una sempre maggiore conoscenza della capacità della videocamera e della possibilità di elaborazione dei filmati al computer, tramite una controllata regia, allo scopo di creare film semi-professionali.
Nell'anno 2005 il serial "SIMBA" è riedito su concessione degli autori dal settimanale "Gente Veneta" nell'inserto mensile "Gente Veneta / Ragazzi".
Nel 2005-2006 al corso di "Creatività Filmica" si è aggiunto un laboratorio di "Recitazione" cinematografica.
Nel 2006-2007 con l'AAG (Accademia Arti Grafiche) di Mestre, collabora all'insegnamento presso i Corsi di fumetto e di Educazione all'Immagine Disegnata.
Nel 2008, da una sceneggiatura, realizza lo story-board per la produzione di un film di avventura.
Nel 2009 contattato da una libreria di Bruxelles specializzata nell'edizione di cartoons per amatori, concede il permesso per la riedizione di Jungla (fumetto 1967) scannerizzata dalla pubblicazione francese. Il primo episodio "la valle degli avvoltoi" edito in cartonato elegante, viene inserito nella sezione "Cartoons" della Biblioteca Reale di Bruxelles. A seguire procede la ripubblicazione, sempre in numero limitato per soli amatori, di altri episodi di Jungla. Con lo stesso procedimenti vengono ristampati "Raquel" e alcuni episodi di "Tiki" (il Kiwi italiano).
Durante l'anno 2011 realizza un DVD, con l'autorizzazione del Ministero di Grazia e Giustizia, nel carcere femminile della Giudecca dal titolo "le vite dentro" inteso a mettere in evidenza il problema della droga, intervistando tre detenute per tale motivo. Il fine del filmato è di essere proiettato nelle scuole della città.
Nel settembre del 2012 è invitato, assieme alla moglie Loredana, a Bruxelles, dove il ministro della cultura gli conferisce un attestato alla carriera di cartoonist.
Nel novembre del 2012 nella Torre di Mestre organizza una mostra personale per il suo amico e collega Gianni De Luca, dal 22 novembre al 2 dicembre.
Nel luglio 2014, in occasione del trentesimo anniversario del Cartoon Club di Rimini, viene allestita dal 6 al 27 luglio presso la Fabbrica Arte Rimini in Piazza Cavour la mostra "Stelio Fenzo. I due volti dell’avventura, da Jungla a Simba. Personaggi, storie e  stili del poliedrico maestro veneziano", organizzata da Cartoon Club e da Edizioni Voilier, casa editrice a cui Stelio Fenzo si era legato negli ultimi anni della sua vita pubblicando i volumi "Cyrano De Bergerac" e "Raquel".
Il suo nome, con il grado di autore, è riportato come lemma in diverse pubblicazioni specializzate come "l'Enciclopedia Mondiale del Fumetto" di Maurice Horn e Luciano Secchi.